# Nejvyšší hory asijských zemí

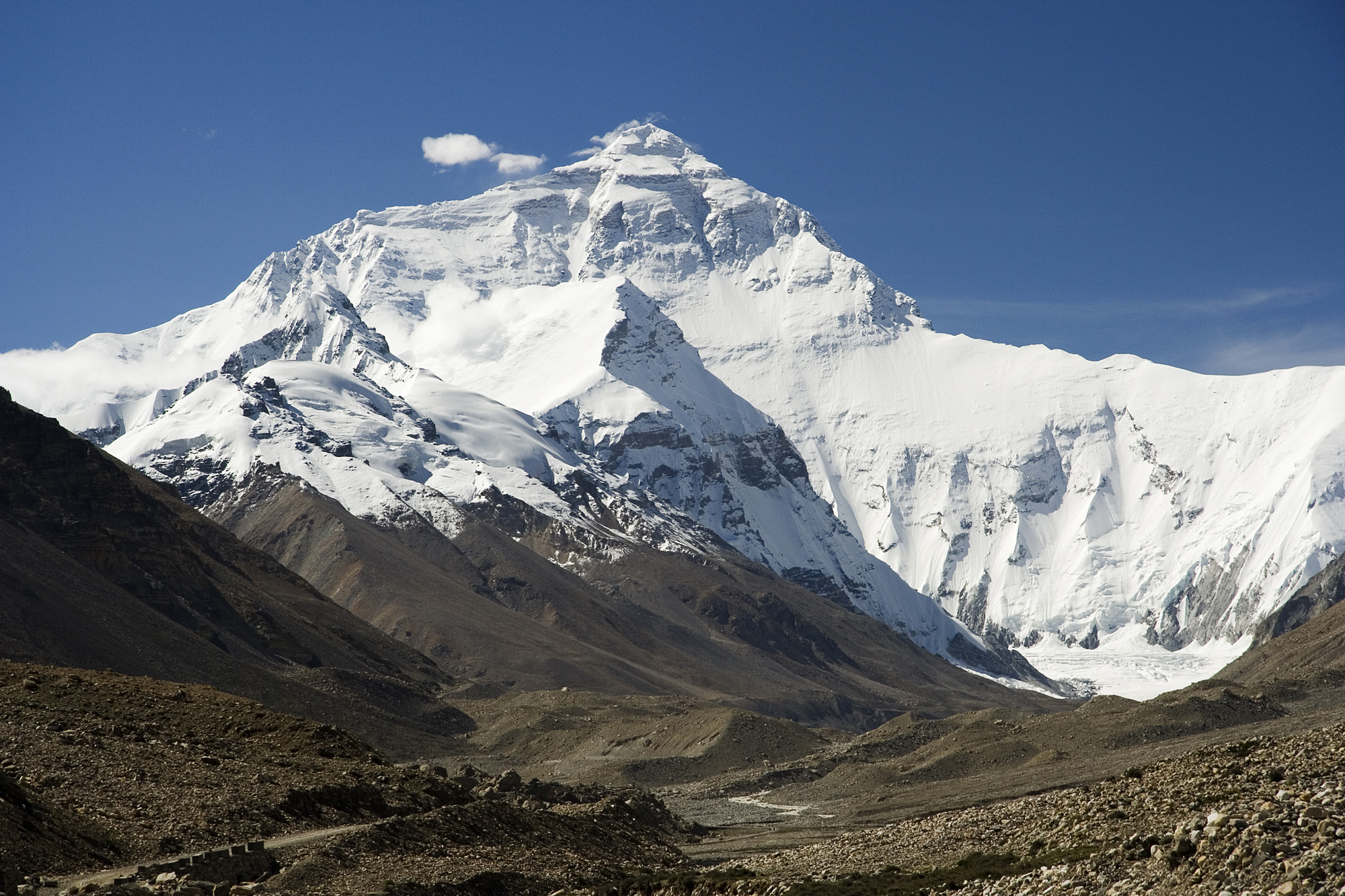
1. 1 Mount Everest (Čína/Nepál)

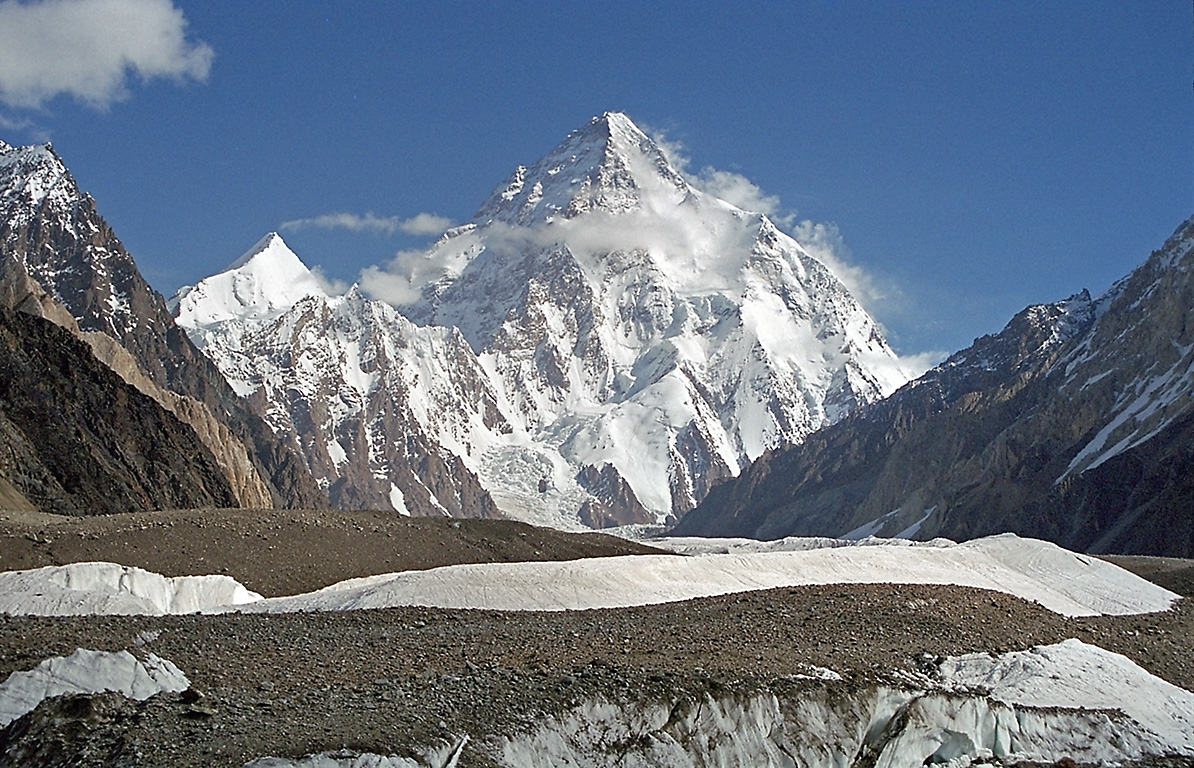
1. 2 K2 (Pákistán)

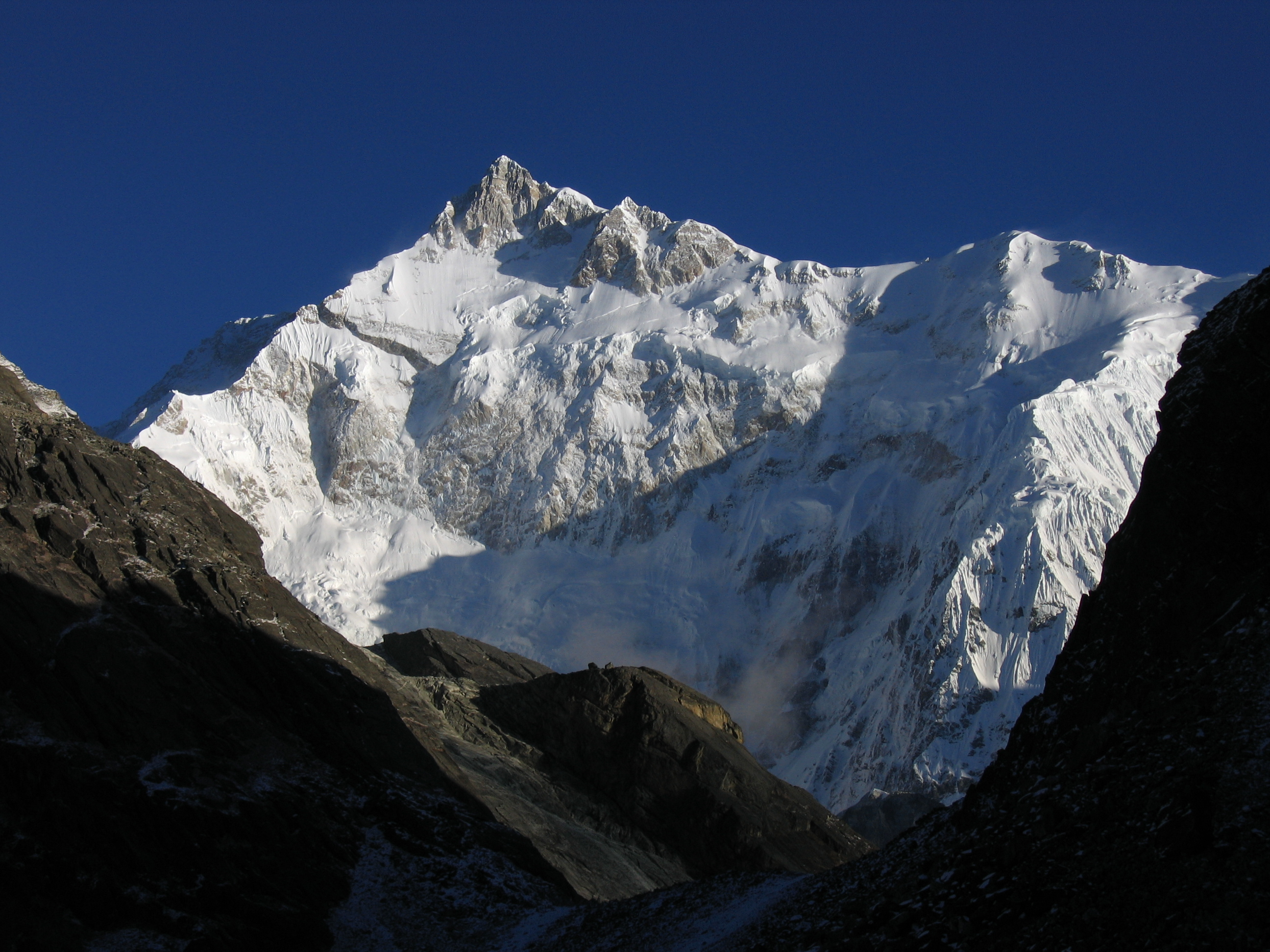
1. 3 Kančendženga (Indie)

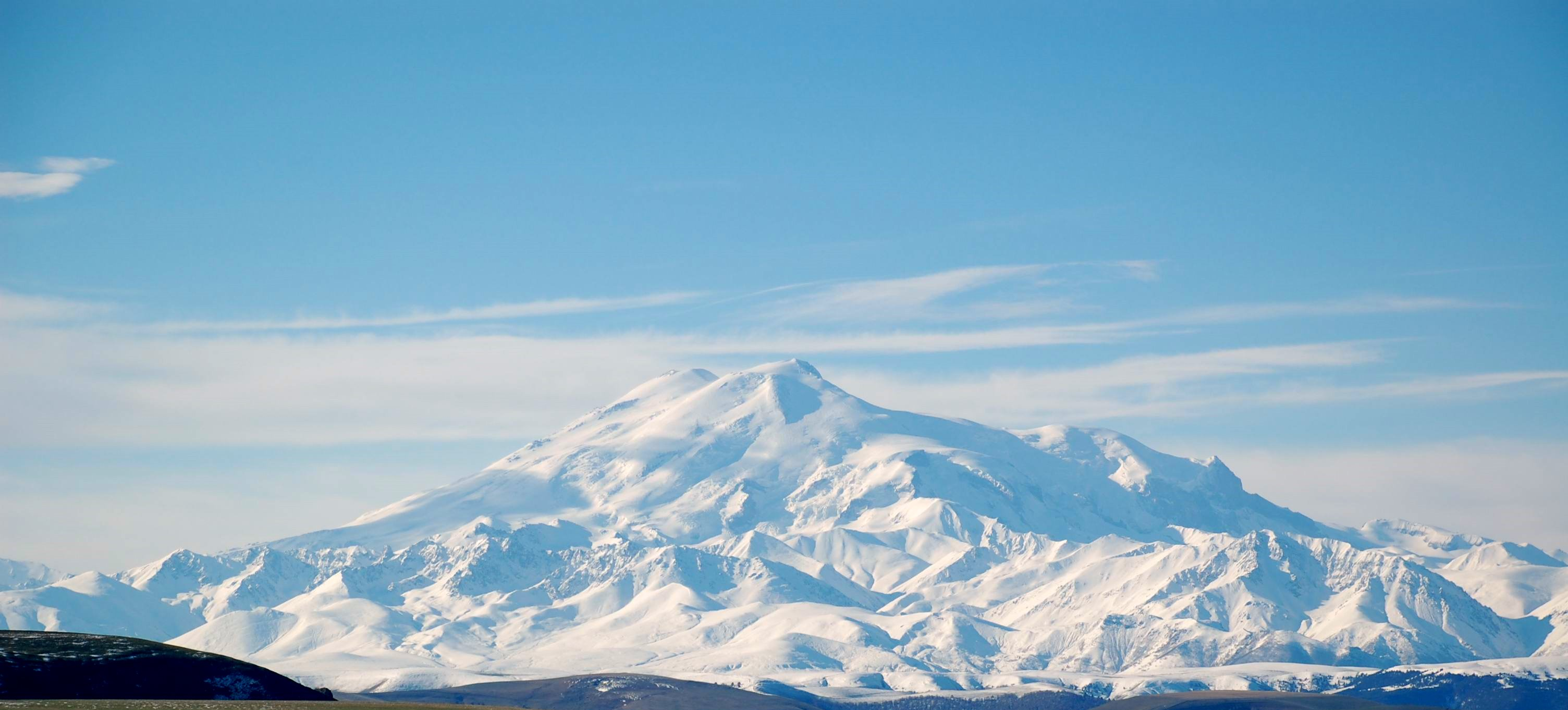
1. 11 Elbrus (Rusko)

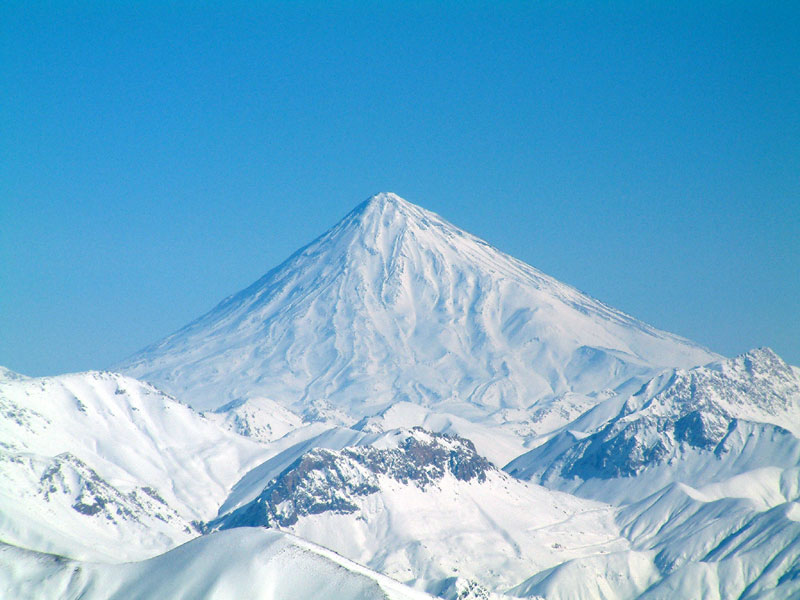
1. 12 Damávand (Írán)

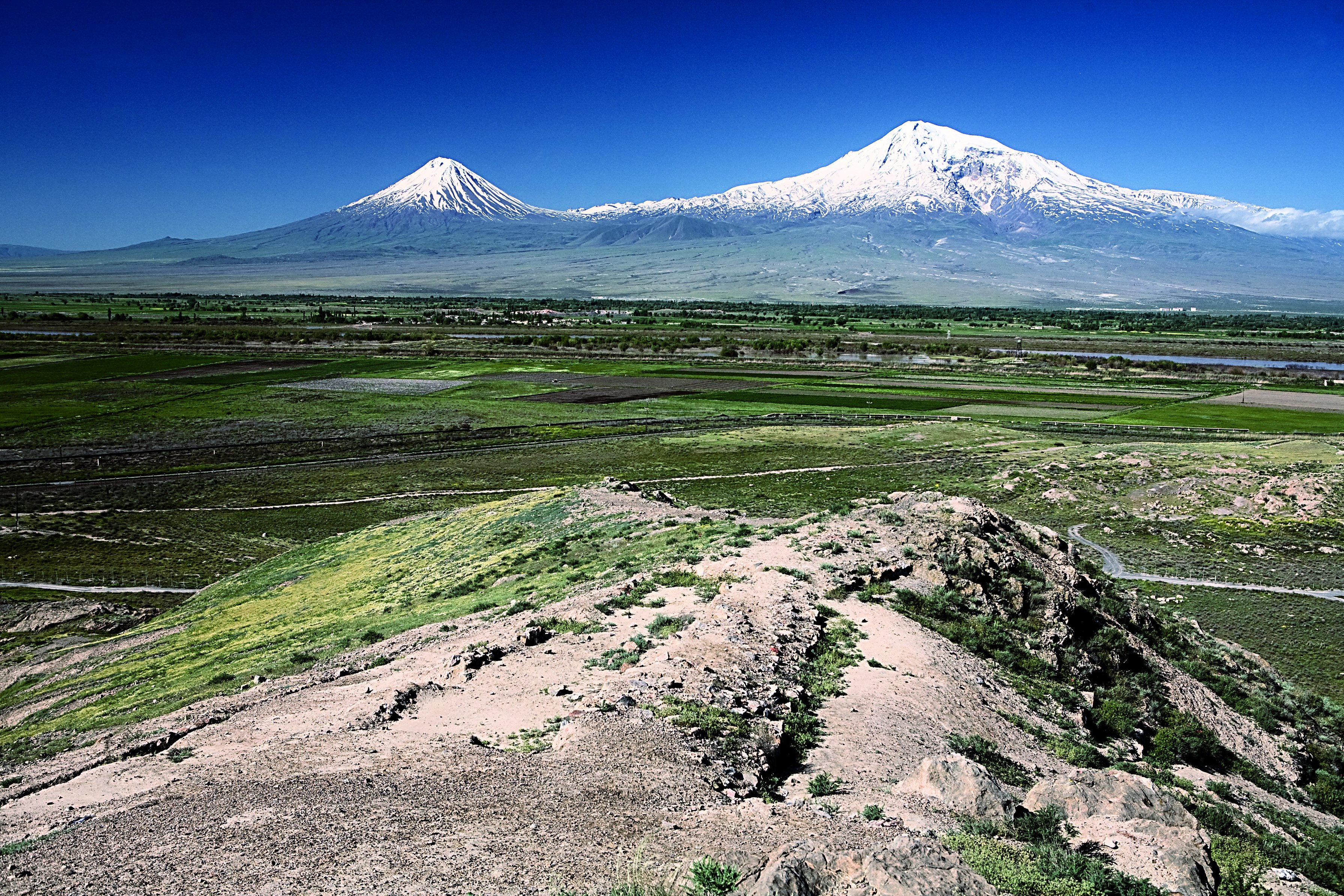
1. 14 Ararat (Turecko)

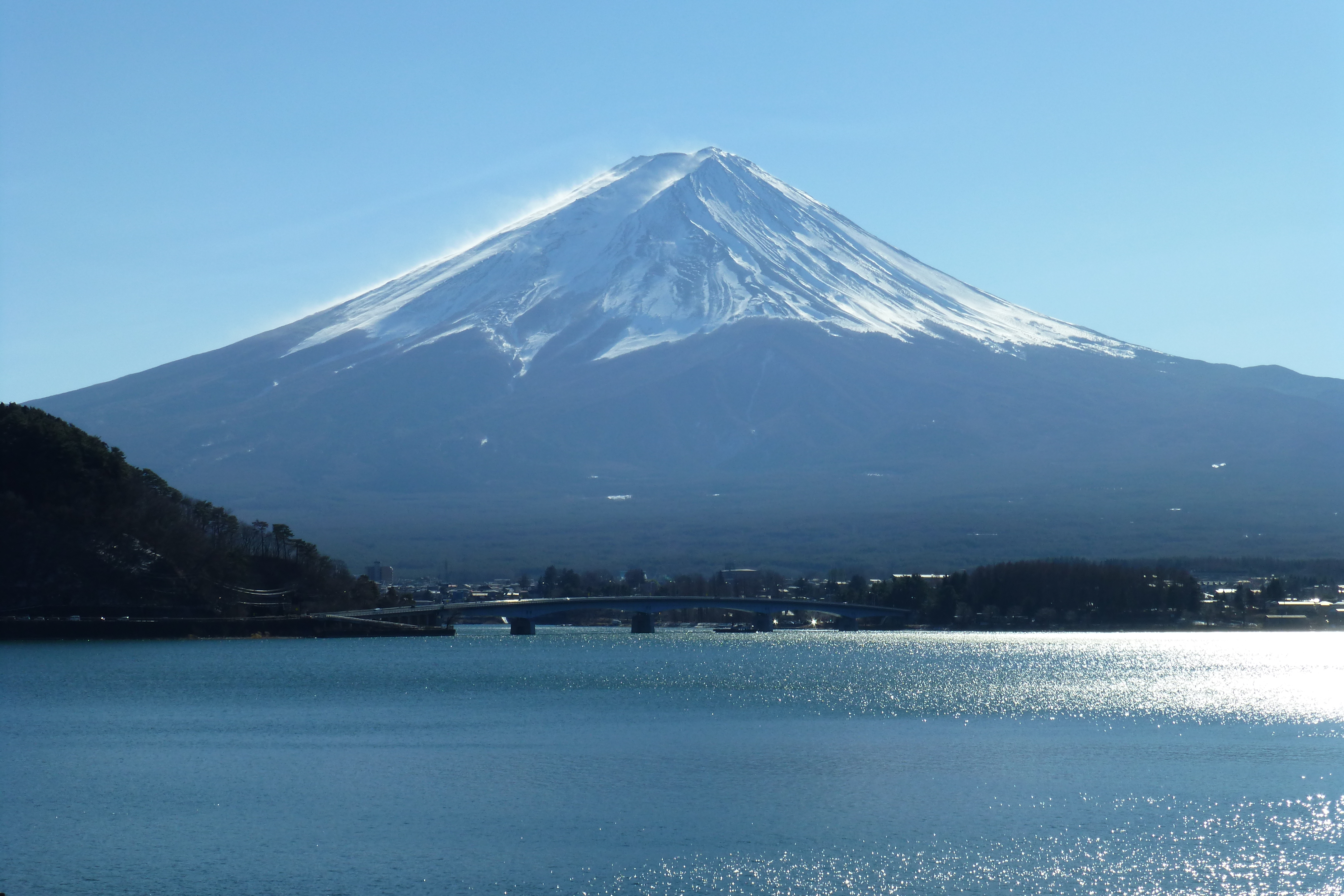
1. 22 Fudži (Japonsko)

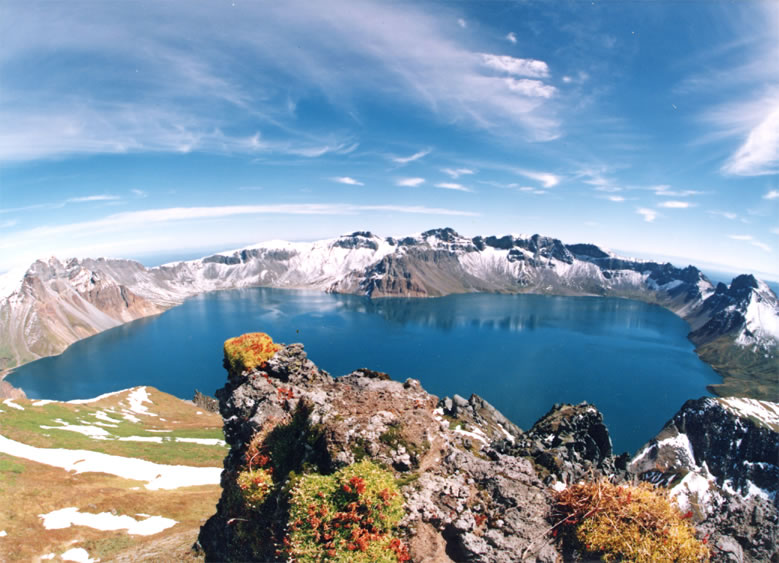
1. 34 Pektusan (Severní Korea)

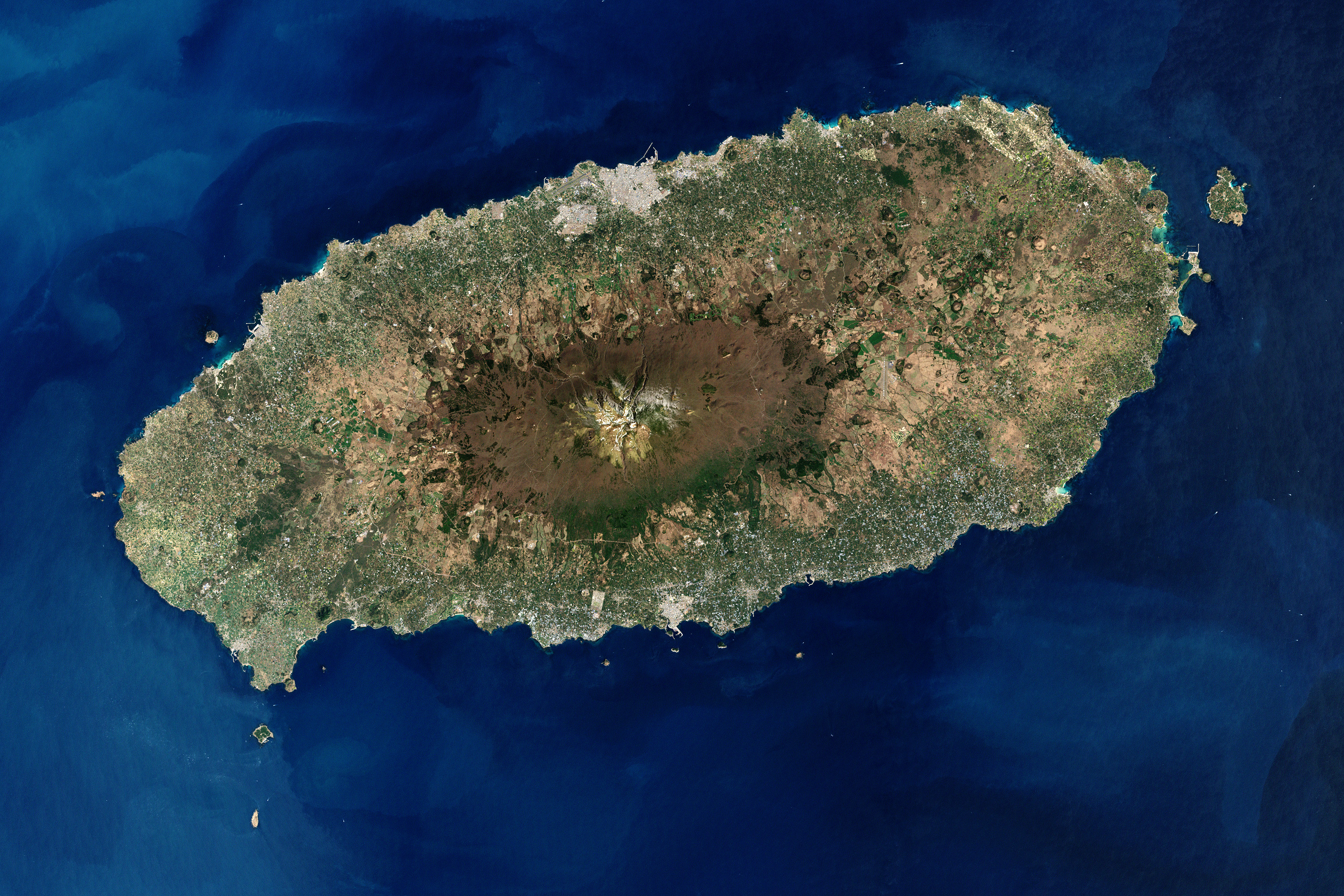
1. 38 Halla-san (Jižní Korea)

Seznam nejvyšších hor asijských zemí obsahuje seznam nejvyšších hor jednotlivých asijských zemí.
Kritéria použitá pro zařazení do seznamu jsou následující:
- U zemí, které leží v Asii i v Evropě (Rusko a Turecko) nebo Oceánii (Indonésie), je zahrnuta nejvyšší hora ležící v asijské části dané země. Hranice mezi Asií, Evropou a Oceánií jsou popsány v článku Hranice Asie.
- Nejvyšší hora Egypta Džabal Katrina (2642 m n. m.) sice leží na území Asie (na Sinajském poloostrově), ale Egypt se obvykle neřadí mezi asijské země, neboť Sinaj představuje jen malou část země (6 % rozlohy a 1,5 % obyvatelstva), a proto v tomto seznamu chybí.
- Nejvyšší hory asijských zámořských území (Britské indickooceánské území, Kokosové ostrovy a Vánoční ostrov) a území se sporným postavením (Abcházie, Jižní Osetie, Náhorní Karabach, Palestinská autonomie a Severní Kypr) v seznamu také nejsou.

| Země                    | Výška  | #  | Vrchol                | Souřadnice                        | Pohoří, poznámka                           |
| ----------------------- | ------ | -- | --------------------- | --------------------------------- | ------------------------------------------ |
| Čína (Tibet)            | 8849 m | 1  | Mount Everest         | 27°59′16″ s. š., 86°56′40″ v. d.  | Himálaj; nejvyšší hora světa               |
| Nepál                   | 8849 m | 1  | Mount Everest         | 27°59′16″ s. š., 86°56′40″ v. d.  | Himálaj; nejvyšší hora světa               |
| Pákistán                | 8611 m | 3  | K2                    | 35°22′57″ s. š., 76°30′48″ v. d.  | Karákóram                                  |
| Indie                   | 8598 m | 4  | Kančendženga          | 27°42′09″ s. š., 88°08′54″ v. d.  | Himálaj                                    |
| Bhútán                  | 7570 m | 5  | Gangkhar Puensum      | 28°02′49″ s. š., 90°27′18″ v. d.  | Himálaj; příp. Kula Kangri (7554 m)        |
| Tádžikistán             | 7495 m | 6  | Qullai Ismoili Somoni | 38°56′35″ s. š., 72°00′58″ v. d.  | Pamír; sovětský název Pik Komunizma        |
| Afghánistán             | 7485 m | 7  | Nošak                 | 36°25′54″ s. š., 71°49′42″ v. d.  | Hindúkuš                                   |
| Kyrgyzstán              | 7439 m | 8  | Džengiš Čokusu        | 42°02′06″ s. š., 80°07′32″ v. d.  | Ťan-šan; sovětský název Pik Pobedy         |
| Kazachstán              | 6995 m | 9  | Chan Tengri           | 42°12′39″ s. š., 80°10′30″ v. d.  | Ťan-šan                                    |
| Myanmar (Barma)         | 5881 m | 10 | Hkakabo Razi          | 28°19′59″ s. š., 97°28′00″ v. d.  | Himálaj                                    |
| Rusko                   | 5642 m | 11 | Elbrus                | 43°21′18″ s. š., 42°26′21″ v. d.  | Kavkaz                                     |
| Írán                    | 5610 m | 12 | Damávand              | 35°57′21″ s. š., 52°06′31″ v. d.  | Alborz                                     |
| Gruzie                  | 5193 m | 13 | Šchara                | 42°59′58″ s. š., 43°06′42″ v. d.  | Kavkaz                                     |
| Turecko                 | 5137 m | 14 | Ararat                | 39°42′07″ s. š., 44°17′50″ v. d.  | Arménská vysočina                          |
| Uzbekistán              | 4643 m | 15 | Khazret Sultan        | 38°56′54″ s. š., 68°10′20″ v. d.  | Pamír                                      |
| Ázerbájdžán             | 4485 m | 16 | Bazardüzü             | 41°13′28″ s. š., 47°51′30″ v. d.  | Kavkaz                                     |
| Mongolsko               | 4374 m | 17 | Chüjtnij orgil        | 49°08′47″ s. š., 87°49′08″ v. d.  | Altaj                                      |
| Malajsie                | 4095 m | 18 | Mount Kinabalu        | 6°04′59″ s. š., 116°32′59″ v. d.  | Banjaran Crocker                           |
| Arménie                 | 4090 m | 19 | Aragac                | 40°30′50″ s. š., 44°11′10″ v. d.  | Arménská vysočina                          |
| Tchaj-wan               | 3952 m | 20 | Jü-šan                | 23°28′10″ s. š., 120°57′29″ v. d. | Jü-šan šan-mo                              |
| Indonésie               | 3805 m | 21 | Kerinci               | 1°41′48″ j. š., 101°15′56″ v. d.  | vyšší Puncak Jaya (4884 m) leží v Oceánii  |
| Japonsko                | 3776 m | 22 | Fudži                 | 35°21′29″ s. š., 138°43′52″ v. d. | Japonské Alpy                              |
| Jemen                   | 3666 m | 23 | Nabí Šu'ajb           | 15°16′30″ s. š., 43°58′15″ v. d.  | Saravát                                    |
| Irák                    | 3611 m | 24 | Cheekha Dar           | 36°46′41″ s. š., 44°55′07″ v. d.  | Zagros                                     |
| Vietnam                 | 3143 m | 25 | Fan Si Pan            | 22°18′12″ s. š., 103°46′30″ v. d. | Hoàng Liên Sơn                             |
| Turkmenistán            | 3139 m | 26 | Aýrybaba              | 37°47′15″ s. š., 66°33′24″ v. d.  | Pamír                                      |
| Saúdská Arábie          | 3133 m | 27 | Džabal Saudá          | 18°16′02″ s. š., 42°22′05″ v. d.  | Saravát                                    |
| Libanon                 | 3088 m | 28 | Kurnat as-Saudá       | 34°18′05″ s. š., 36°06′54″ v. d.  | Libanon                                    |
| Omán                    | 2980 m | 29 | Džabal aš-Šám         | 23°14′13″ s. š., 57°15′50″ v. d.  | Al-Hadžar                                  |
| Východní Timor          | 2963 m | 30 | Tatamailau            | 8°54′24″ j. š., 125°29′36″ v. d.  | Ramelau                                    |
| Filipíny                | 2954 m | 31 | Mount Apo             | 6°59′15″ s. š., 125°16′15″ v. d.  | Mindanao                                   |
| Laos                    | 2819 m | 32 | Phou Bia              | 18°58′53″ s. š., 103°09′04″ v. d. | Annamnity                                  |
| Sýrie                   | 2814 m | 33 | Hermon                | 33°24′51″ s. š., 35°51′26″ v. d.  | Antilibanon                                |
| Severní Korea           | 2744 m | 34 | Pektusan              | 42°00′20″ s. š., 128°03′19″ v. d. | Päktu-tägan                                |
| Thajsko                 | 2565 m | 35 | Doi Inthanon          | 18°35′32″ s. š., 98°29′12″ v. d.  | Shan Hills                                 |
| Srí Lanka               | 2524 m | 36 | Pidurutalagala        | 7°00′03″ s. š., 80°46′26″ v. d.   | Pidurutalagala                             |
| Kypr                    | 1952 m | 37 | Olympos               | 34°56′12″ s. š., 32°51′50″ v. d.  | Troodos                                    |
| Jižní Korea             | 1950 m | 38 | Halla-san             | 33°21′44″ s. š., 126°32′10″ v. d. | Halla                                      |
| Spojené arabské emiráty | 1910 m | 39 | Džabal Bil Ajs        | 25°56′55″ s. š., 56°10′09″ v. d.  | Al-Hadžar; vrchol hory (1934 m) je v Ománu |
| Jordánsko               | 1854 m | 40 | Džabal Umm ad-Dámí    | 29°18′30″ s. š., 35°25′45″ v. d.  | Džabal aš-Šará                             |
| Brunej                  | 1850 m | 41 | Bukit Pagon           | 4°17′40″ s. š., 115°19′20″ v. d.  | Borneo                                     |
| Kambodža                | 1813 m | 42 | Phnom Aural           | 12°01′58″ s. š., 104°10′16″ v. d. | Kardamomové hory                           |
| Izrael                  | 1208 m | 43 | Har Meron             | 32°59′56″ s. š., 35°24′43″ v. d.  | Horní Galilea                              |
| Bangladéš               | 1052 m | 44 | Mowdok Mual           | 21°47′19″ s. š., 92°36′31″ v. d.  |                                            |
| Kuvajt                  | 0306 m | 45 | bezejmenné místo      | 29°07′00″ s. š., 46°47′00″ v. d.  |                                            |
| Singapur                | 0163 m | 46 | Bukit Timah           | 1°21′17″ s. š., 103°46′35″ v. d.  |                                            |
| Bahrajn                 | 0122 m | 47 | Džabal ad-Duchán      | 26°02′20″ s. š., 50°32′35″ v. d.  |                                            |
| Katar                   | 0103 m | 48 | Kurajn Abú al-Baul    | 24°56′46″ s. š., 51°11′04″ v. d.  |                                            |
| Maledivy                | 0005 m | 49 | Mount Villingili      |                                   | ostrov Villingili                          |